# Résultats des ministres lors des élections législatives françaises de 2007
Cette page regroupe les résultats des ministres lors des élections législatives françaises de 2007.

## Contexte
Par un communiqué de l'Élysée, la composition du gouvernement a été annoncée le 18 mai 2007 à 9 h 40 par le secrétaire général de l'Élysée Claude Guéant,. 
Le 23 mai 2007, le Premier ministre a participé au grand meeting de l'UMP à Marseille. Il a rappelé son attachement au suffrage universel et a annoncé que tous les membres de son gouvernement sont candidats aux législatives : « Quand on est battu, ça veut dire qu'on n'a pas le soutien du peuple et qu'on ne peut pas rester au gouvernement. ».

### Ministres non candidats
Les dix membres du gouvernement qui ne se présentent pas sont :
- Bernard Kouchner, ministre des Affaires étrangères et européennes
- Brice Hortefeux, ministre de l'Immigration, de l'Intégration, de l'Identité nationale et du Codéveloppement
- Rachida Dati, Garde des Sceaux, ministre de la Justice
- Xavier Darcos, ministre de l'Éducation nationale
- Christine Lagarde, ministre de l'Agriculture et de la Pêche
- Christine Albanel, ministre de la Culture et de la Communication, porte-parole du gouvernement
- Roger Karoutchi, secrétaire d'État chargé des Relations avec le Parlement
- Jean-Pierre Jouyet, secrétaire d'État chargé des Affaires européennes
- Éric Besson, secrétaire d'État chargé de la Prospective et de l'Évaluation des politiques publiques
- Martin Hirsch, haut-commissaire aux Solidarités actives contre la pauvreté

## Résultats

### Premier tour
À l'issue du vote du 10 juin 2007, sept ministres sont élus dès le premier tour (François Fillon, Jean-Louis Borloo, Xavier Bertrand, Valérie Pécresse, Hervé Morin, Éric Woerth et Dominique Bussereau). Le ministre obtenant le meilleur résultat est Éric Woerth, avec 57,40 % des voix. Aucun des autres candidats n'est éliminé.

### Second tour
Le 2e tour le 17 juin 2007 voit la droite remporter la majorité absolue à l'Assemblée nationale.
Michèle Alliot-Marie, Roselyne Bachelot-Narquin et Christine Boutin sont élues tandis qu'Alain Juppé, Ministre d'État, ministre de l'Écologie, du Développement et de l'Aménagement durables est battu dans la 2e circonscription de la Gironde (49,07 % des voix) par la socialiste Michèle Delaunay. Il annonce son intention de présenter le lendemain sa démission. La démission du gouvernement François Fillon, présentée le 18 juin au président de la République – démission traditionnelle à la suite de l’élection d'une nouvelle assemblée – évite à Alain Juppé de la présenter formellement.

## Tableau détaillé
| Fonction ministérielle                                                                 | Nom                  | Parti | Parti             | Circonscription                                                       | Résultats | Résultats | Statut           | Statut   |
| Fonction ministérielle                                                                 | Nom                  | Parti | Parti             | Circonscription                                                       | 1er tour  | 2d tour   | Statut           | Statut   |
| -------------------------------------------------------------------------------------- | -------------------- | ----- | ----------------- | --------------------------------------------------------------------- | --------- | --------- | ---------------- | -------- |
| Premier ministre                                                                       | François Fillon      |       | UMP               | Quatrième circonscription de la Sarthe Député depuis 1981.            | 53,40 %   |           | Élu au 1er tour  | [ r 1 ]  |
| Ministre d'État, ministre de l'Écologie, du Développement et de l'Aménagement durables | Alain Juppé          |       | UMP               | Deuxième circonscription de la Gironde Député de 1997 à 2004.         | 43,73 %   | 49,07 %   | Battu au 2d tour | [ r 2 ]  |
| Ministre de l'Économie, des Finances et de l'Emploi                                    | Jean-Louis Borloo    |       | Parti radical-UMP | Vingt et unième circonscription du Nord Député depuis 1993.           | 53,59 %   |           | Élu au 1er tour  | [ r 3 ]  |
| Ministre de l'Intérieur, de l'Outre-mer et des Collectivités territoriales             | Michèle Alliot-Marie |       | UMP               | Sixième circonscription des Pyrénées-Atlantiques Députée depuis 1986. | 48,88 %   | 58,37 %   | Élu au 2d tour   | [ r 4 ]  |
| Ministre du Travail, des Relations sociales et de la Solidarité                        | Xavier Bertrand      |       | UMP               | Deuxième circonscription de l'Aisne Député depuis 2002.               | 53,28 %   |           | Élu au 1er tour  | [ r 5 ]  |
| Ministre de l'Enseignement supérieur et de la Recherche                                | Valérie Pécresse     |       | UMP               | Deuxième circonscription des Yvelines Députée depuis 2002.            | 54,80 %   |           | Élu au 1er tour  | [ r 6 ]  |
| Ministre de la Défense                                                                 | Hervé Morin          |       | Nouveau Centre    | Troisième circonscription de l'Eure Député depuis 1998.               | 50,05 %   |           | Élu au 1er tour  | [ r 7 ]  |
| Ministre de la Santé, de la Jeunesse et des Sports                                     | Roselyne Bachelot    |       | UMP               | Première circonscription de Maine-et-Loire Députée depuis 1988.       | 46,87 %   | 54,67 %   | Élu au 2d tour   | [ r 8 ]  |
| Ministre du Logement et de la Ville                                                    | Christine Boutin     |       | FRS-UMP           | Dixième circonscription des Yvelines Députée depuis 1986.             | 49,23 %   | 58,37 %   | Élu au 2d tour   | [ r 9 ]  |
| Ministre du Budget, des Comptes publics et de la Fonction publique                     | Éric Woerth          |       | UMP               | Quatrième circonscription de l'Oise Député depuis 2002.               | 57,40 %   |           | Élu au 1er tour  | [ r 10 ] |
| Secrétaires d'État                                                                     |                      |       |                   |                                                                       |           |           |                  |          |
| Secrétaire d'État chargé des Transports                                                | Dominique Bussereau  |       | UMP               | Quatrième circonscription de la Charente-Maritime Député depuis 1993. | 51,73 %   |           | Élu au 1er tour  | [ r 11 ] |